# Liste der Kulturdenkmale in Halstenbek
In der Liste der Kulturdenkmale in Halstenbek sind alle Kulturdenkmale der schleswig-holsteinischen Gemeinde Halstenbek (Kreis Pinneberg) und ihrer Ortsteile aufgelistet (Stand: 10. März 2025).

## Legende
In den Spalten befinden sich folgende Informationen:
- Objekt-ID: die Nummer des Kulturdenkmales
- Lage: die Adresse des Kulturdenkmales und die geographischen Koordinaten. Kartenansicht, um Koordinaten zu setzen. In der Kartenansicht sind Kulturdenkmale ohne Koordinaten mit einem roten Marker dargestellt und können in der Karte gesetzt werden. Kulturdenkmale ohne Bild sind mit einem blauen Marker gekennzeichnet, Kulturdenkmale mit Bild mit einem grünen Marker.
- Offizielle Bezeichnung: Bezeichnung des Kulturdenkmales
- Beschreibung: die Beschreibung des Kulturdenkmales
- Bild: ein Bild des Kulturdenkmales

## Bauliche Anlagen
| Objekt-ID      | Lage                                                   | Offizielle Bezeichnung  | Beschreibung | Bild            |
| -------------- | ------------------------------------------------------ | ----------------------- | --- | --------------- |
| 24999 Wikidata | Hartkirchener Chaussee 17 (53° 38′ 2″ N, 9° 50′ 14″ O) | Villa                   | Villa; um 1909; zweigeschossiger Putzbau in Jugendstilformen, Walmdach - Begründung: geschichtlich, künstlerisch, städtebaulich - Schutzumfang: gesamtes Objekt - Denkmaltyp: Bauliche Anlage | BW              |
| 10188 Wikidata | Osterbrookweg 24 (53° 37′ 52″ N, 9° 50′ 57″ O)         | Baumschulerhaus         | ehem. Baumschulerhaus; 1902; vom Zimmermeister Gustav Schröder; eingeschossiger Schopfwalmdachbau mit Mittelrisalit und langgestrecktem Satteldachquerhaus, Putzfassade mit Ziegelgliederung im Wohnteil, Dach mit Schieferdeckung; mit umgebender Außenanlage - Begründung: geschichtlich, technisch, Kulturlandschaft prägend - Schutzumfang: Baumschulerhaus, Außenanlage Denkmaltyp: Bauliche Anlage | BW              |
| 25195 Wikidata | Poststraße 14 (53° 38′ 11″ N, 9° 50′ 33″ O)            | Wohn- und Geschäftshaus | Zweigeschossiges Wohn- und Geschäftshaus in Ecklage; 1928; Backstein, hartes Walmdach - Begründung: geschichtlich, städtebaulich - Schutzumfang: Wohn- und Geschäftshaus - Denkmaltyp: Bauliche Anlage | Fotos hochladen |

## Ehemalige Kulturdenkmale
Bis zum Inkrafttreten der Neufassung des schleswig-holsteinischen Denkmalschutzgesetzes am 30. Januar 2015 waren in der Gemeinde Halstenbek nachfolgend aufgeführte Objekte als Kulturdenkmale gemäß §1 des alten Denkmalschutzgesetzes (DSchG SH 1996) geschützt:
| Objekt-ID | Lage                                                   | Offizielle Bezeichnung | Beschreibung | Bild            |
| --------- | ------------------------------------------------------ | ---------------------- | --- | --------------- |
|           | Am Hollen 26 (53° 37′ 59″ N, 9° 49′ 31″ O)             | Villa                  | | BW              |
|           | Am Hollen 33 (53° 37′ 56″ N, 9° 49′ 28″ O)             | Wohnhaus               | Ehemaliges Baumschulgebäude, roter Backsteinbau als Baumschule-Arbeiterwohnheim errichtet | Fotos hochladen |
|           | Bahnhofstraße 22 (53° 37′ 53″ N, 9° 50′ 23″ O)         | Villa                  | Villa, zweigeschossiger Putzbau, um 1900 erbaut | BW              |
|           | Datumer Straße 63 (53° 37′ 11″ N, 9° 48′ 36″ O)        | Hallenhaus             | | BW              |
|           | Dockenhudener Chaussee 188 (53° 37′ 8″ N, 9° 49′ 4″ O) | Villa                  | Villa, zweigeschossiger Putzbau mit Historismus- und Jugendstilelementen, um 1900 erbaut | Fotos hochladen |
|           | Hauptstraße 22 (53° 38′ 3″ N, 9° 50′ 20″ O)            | Wohnhaus               | Wohngebäude, reetgedecktes Hallenhaus, erbaut Ende des 18. Jahrhunderts | BW              |
|           | Königstraße 1 (53° 38′ 10″ N, 9° 50′ 36″ O)            | Wohnhaus               | Wohnhaus, zweigeschossiger Putzbau mit Heimatstilelementen, um 19. Jh. erbaut | Fotos hochladen |
|           | Königstraße 24 (53° 38′ 5″ N, 9° 50′ 40″ O)            | Wohnhaus               | Ehemaliges Armenhaus: Ein langgestreckter, reetgedeckter roter Backsteinbau. Der Bau des Armenhauses wurde von der Gemeinde 1841 nach einem Plan des Zimmermeister Jochen Heinrich Brandt beschlossen und 1843 fertiggestellt, nachdem die Gemeinde das vorgesehene Grundstück im damaligen Immelsweg von den Hofbesitzern Krohn erwarb. Das Baumaterial wurde von der Gemeinde gestellt. Das Haus beherbergte vier Wohnungen mit eigenen Haustüren deren Innenausstattung von der Gemeinde genau vorgeben wurde. 1876 wurde das Armenhaus an Privat verkauft. | Fotos hochladen |
|           | Wilhelmstraße 6 (53° 38′ 11″ N, 9° 50′ 12″ O)          | Wohnhaus               | Hallenhaus, roter Backsteinbau, erbaut Ende des 19. Jahrhunderts | Fotos hochladen |
|           | Wilhelmstraße 11 (53° 38′ 8″ N, 9° 50′ 9″ O)           | Wohnhaus               | Hallenhaus, roter Backsteinbau | Fotos hochladen |

## Nicht mehr erhaltene Kulturdenkmale
- Wilhelmstraße 8; ehemaliges reetgedecktes Hallenhaus[3], für den Bau einer Eigenheimsiedlung abgebrochen[4]
- Wilhelmstraße 10; ehemaliges reetgedecktes Hallenhaus, erbaut Mitte bis Ende des 19. Jh., mit gut gestaltetem Giebel des Wirtschaftsteiles[3], für den Bau einer Eigenheimsiedlung abgebrochen[4]